# Meigenia uncinata
Meigenia uncinata är en tvåvingeart som beskrevs av Louis-Paul Mesnil 1967. Meigenia uncinata ingår i släktet Meigenia, och familjen parasitflugor. Arten har ej påträffats i Sverige.